# FIS Team Tour 2009
De FIS Team Tour 2009 vond tussen 6 en 15 februari 2009 plaats. Het was de eerste editie van het toernooi voor landenteams dat deel uitmaakt van de wereldbeker schansspringen 2008/2009, het toernooi werd gewonnen door Noorwegen.
Met een prestigieuze schansspringtour in Duitsland, probeert de Duitse skibond het schansspringen in eigen land weer op de kaart te zetten. Na enkele moeilijke jaren met geld- en organisatieproblemen pakt Duitsland in 2009 uit met een heuse primeur: vijf wedstrijden in negen dagen en een totaal bedrag van 500.000 Zwitserse frank aan prijzengeld.
De FIS Team Tour bestaat uit vijf wedstrijden, drie individuele en twee teamwedstrijden. Alle punten die een land haalt in de teamwedstrijd tellen voor het klassement. Daarbij worden de punten van de twee beste springers per land per individuele wedstrijd opgeteld om het eindklassement te berekenen.

## Schansen
| Plaats      | Schans                    | HS    | Schansrecord                            |
| ----------- | ------------------------- | ----- | --------------------------------------- |
| Willigen    | Mühlenkopfschanze         | 145 m | 152 m (Janne Ahonen - 09/01/2005)       |
| Klingenthal | Vogtland Arena            | 140 m | 144 m (Sergej Maslennikov - 03/03/2006) |
| Oberstdorf  | Heini-Klopfer-Flugschanze | 213 m | 223 m (Roar Ljøkelsøy - 07/02/2004)     |

## Resultaten

### Willingen

#### Team
De teamwedstrijd in Willingen werd geplaagd door het slechte weer: sneeuw, regen en windstoten zorgden voor de meest uiteenlopende sprongen. Het Oostenrijkse team dat aantrad zonder wereldbekerleider Gregor Schlierenzauer slaagde erin de Noren met miniem verschil achter zich te houden.
Merk op dat er per groep springers en per springronde van andere startpoortjes werd gestart. Elf landen vaardigden een team af om deel te nemen, slechts acht daarvan werkten twee springrondes af: Slovenië, Kazachstan en Zuid-Korea haalde die tweede springronde niet.
| #  | Land       | Atleten            | Sprongen        | Puntentotaal |
| -- | ---------- | ------------------ | --------------- | ------------ |
| 1. | Oostenrijk | Thomas Morgenstern | 140,0 - 143,5 m | 902,9        |
| 1. | Oostenrijk | Markus Eggenhofer  | 132,0 - 122,0 m | 902,9        |
| 1. | Oostenrijk | Andreas Kofler     | 131,0 - 114,5 m | 902,9        |
| 1. | Oostenrijk | Wolfgang Loitzl    | 125,5 - 122,0 m | 902,9        |
| 2. | Noorwegen  | Roar Ljøkelsøy     | 139,0 - 139,5 m | 901,2        |
| 2. | Noorwegen  | Tom Hilde          | 120,5 - 119,0 m | 901,2        |
| 2. | Noorwegen  | Anders Bardal      | 140,0 - 119,5 m | 901,2        |
| 2. | Noorwegen  | Anders Jacobsen    | 134,5 - 122,0 m | 901,2        |
| 3. | Finland    | Ville Larinto      | 142,5 - 138,0 m | 793,2        |
| 3. | Finland    | Kalle Keituri      | 120,0 - 99,0 m  | 793,2        |
| 3. | Finland    | Matti Hautamäki    | 135,0 - 118,5 m | 793,2        |
| 3. | Finland    | Harri Olli         | 117,0 - 114,0 m | 793,2        |
| 4. | Duitsland  | Michael Neumayer   | 134,5 - 132,0 m | 778,7        |
| 4. | Duitsland  | Severin Freund     | 120,0 - 102,5 m | 778,7        |
| 4. | Duitsland  | Stephan Hocke      | 127,0 - 102,5 m | 778,7        |
| 4. | Duitsland  | Martin Schmitt     | 131,0 - 127,0 m | 778,7        |
| 5. | Japan      | Shohei Tochimoto   | 128,5 - 124,5 m | 750,8        |
| 5. | Japan      | Yuta Watase        | 117,5 - 106,5 m | 750,8        |
| 5. | Japan      | Noriaki Kasai      | 132,0 - 108,5 m | 750,8        |
| 5. | Japan      | Daiki Ito          | 121,0 - 122,5 m | 750,8        |
| 6. | Rusland    | Dmitri Vasiljev    | 137,0 - 130,5 m | 732,8        |
| 6. | Rusland    | Pavel Karelin      | 113,0 - 116,0 m | 732,8        |
| 6. | Rusland    | Ilja Rosliakov     | 129,5 - 110,5 m | 732,8        |
| 6. | Rusland    | Denis Kornilov     | 111,0 - 105,0 m | 732,8        |
| 7. | Tsjechië   | Ondrej Vaculik     | 122,5 - 116,0 m | 707,4        |
| 7. | Tsjechië   | Martin Cikl        | 115,5 - 109,5 m | 707,4        |
| 7. | Tsjechië   | Roman Koudelka     | 138,0 - 111,5 m | 707,4        |
| 7. | Tsjechië   | Jakub Janda        | 123,5 - 104,0 m | 707,4        |
| 8. | Polen      | Rafal Sliz         | 121,0 - 107,5 m | 690,1        |
| 8. | Polen      | Kamil Stoch        | 121,0 - 117,0 m | 690,1        |
| 8. | Polen      | Stefan Hula        | 125,0 - 95,5 m  | 690,1        |
| 8. | Polen      | Adam Małysz        | 127,5 - 117,5 m | 690,1        |

#### Individueel
In onderstaande uitslag is de top tien van de wedstrijd opgenomen omdat het om een wedstrijd gaat die ook meetelt voor de individuele wereldbeker, daarenboven zijn ook per land dat in de teamwedstrijd van gisteren tot de top acht behoorde de twee atleten opgenomen van wie de punten meetellen voor het klassement van de FIS Team Tour.
De wedstrijd werd geplaagd door onregelmatige omstandigheden, vooral de wind speelde een bepalende rol. Waardoor vooral de Duitsers en de Finnen hun kansen op de eindoverwinning in de FIS Team Tour aanzienlijk zagen slinken.
| #   | Atleet                | Land | Punten |
| --- | --------------------- | ---- | ------ |
| 1.  | Gregor Schlierenzauer | AUT  | 267,2  |
| 2.  | Simon Ammann          | SUI  | 265,2  |
| 3.  | Noriaki Kasai         | JPN  | 261,8  |
| 4.  | Andreas Küttel        | SUI  | 261,2  |
| 5.  | Roar Ljøkelsøy        | NOR  | 253,7  |
| 6.  | Roman Koudelka        | CZE  | 252,4  |
| 7.  | Daiki Ito             | JPN  | 250,1  |
| 8.  | Harri Olli            | FIN  | 245,7  |
| 9.  | Anders Jacobsen       | NOR  | 244,3  |
| 10. | Dmitri Vasiljev       | RUS  | 238,3  |
| 11. | Thomas Morgenstern    | AUT  | 232,3  |
| 16. | Martin Schmitt        | GER  | 226,2  |
| 18. | Rafal Sliz            | POL  | 223,0  |
| 20. | Jakub Janda           | CZE  | 218,5  |
| 21. | Pavel Karelin         | RUS  | 217,7  |
| 24. | Severin Freund        | GER  | 215,7  |
| 25. | Ville Larinto         | FIN  | 209,8  |
| 27. | Adam Małysz           | POL  | 204,4  |

#### Tussenstand na twee van vijf wedstrijden
| #  | Land       | Punten |
| -- | ---------- | ------ |
| 1. | Oostenrijk | 1402,4 |
| 2. | Noorwegen  | 1399,2 |
| 3. | Japan      | 1262,7 |
| 4. | Finland    | 1248,7 |
| 5. | Duitsland  | 1220,6 |
| 6. | Rusland    | 1188,2 |
| 7. | Tsjechië   | 1178,3 |
| 8. | Polen      | 1117,6 |

### Klingenthal

#### Individueel
In onderstaande uitslag is de top tien van de wedstrijd opgenomen omdat het om een wedstrijd gaat die ook meetelt voor de individuele wereldbeker, daarenboven zijn ook per land dat in de eerste teamwedstrijd tot de top acht behoorde de twee atleten opgenomen van wie de punten meetellen voor het klassement van de FIS Team Tour.
| #                                       | Atleet                | Land | Punten |
| --------------------------------------- | --------------------- | ---- | ------ |
| 1.                                      | Gregor Schlierenzauer | AUT  | 261,2  |
| 2.                                      | Anders Jacobsen       | NOR  | 260,3  |
| 3.                                      | Wolfgang Loitzl       | AUT  | 257,1  |
| 4.                                      | Martin Schmitt        | GER  | 247,7  |
| 5.                                      | Andreas Küttel        | SUI  | 241,1  |
| 6.                                      | Simon Ammann          | SUI  | 238,9  |
| 7.                                      | Harri Olli            | FIN  | 238,4  |
| 8.                                      | Roman Koudelka        | CZE  | 236,0  |
| 9.                                      | Adam Małysz           | POL  | 233,9  |
| 10.                                     | Markus Eggenhofer     | AUT  | 232,9  |
| 11.                                     | Anders Bardal         | NOR  | 229,7  |
| 13.                                     | Jakub Janda           | CZE  | 228,9  |
| 14.                                     | Michael Neumayer      | GER  | 226,3  |
| 17.                                     | Matti Hautamäki       | FIN  | 220,6  |
| 20.                                     | Takanobu Okabe        | JPN  | 218,6  |
| 21.                                     | Noriaki Kasai         | JPN  | 216,0  |
| niet voor de tweede ronde gewalificeerd |                       |      |        |
| 33.                                     | Dmitri Vasiljev       | RUS  | 103,5  |
| 37.                                     | Rafal Sliz            | POL  | 101,2  |
| 38.                                     | Ilja Rosliakov        | RUS  | 99,9   |

#### Tussenstand na drie van vijf wedstrijden
| #  | Land       | Punten |
| -- | ---------- | ------ |
| 1. | Oostenrijk | 1920,7 |
| 2. | Noorwegen  | 1889,2 |
| 3. | Finland    | 1707,7 |
| 4. | Japan      | 1697,3 |
| 5. | Duitsland  | 1694,6 |
| 6. | Tsjechië   | 1643,2 |
| 7. | Polen      | 1452,6 |
| 8. | Rusland    | 1391,6 |

### Oberstdorf

#### Individueel
Op minder dan een week van de start van de wereldkampioenschappen schansspringen 2009 lijkt skivliegen niet zonder meer in het programma van enkele atleten te passen. Japan en Polen vaardigden geen atleten af voor de wedstrijden in Obersdorf en ook de Tsjechische kopmannen Jakub Janda en Roman Koudelka verschenen niet aan de start. Ook Thomas Morgenstern liet de wedstrijd aan zich voorbij gaan.
In onderstaande uitslag is de top tien van de wedstrijd opgenomen omdat het om een wedstrijd gaat die ook meetelt voor de individuele wereldbeker, daarenboven zijn ook per land dat in de eerste teamwedstrijd tot de top acht (afgezien van Japan en Polen) behoorde de twee atleten opgenomen van wie de punten meetellen voor het klassement van de FIS Team Tour.
In de eerste ronde verbeterde Harri Olli het schansenrecord van Roar Ljøkelsøy dat op 223 meter stond tot 225,5 meter. Gesteund door zo'n 2 meter per seconde tegenwind vloog hij 7,5 meter verder dan z'n eerste achtervolger Anders Jacobsen. De jury onderbrak de wedstrijd vervolgens kort, om te vermijden dat de atleten door de wind zo ver zouden worden gedragen dat het gevaarlijk zou worden. Schmitt, Loitzl, Ammann en Schlierenzauer sprongen dan na Olli, met beduidend minder ondersteuning van de wind en dat leidde tot ongenoegen in de betroffen teams. Vooral Schlierenzauer en Schmitt waren niet te spreken over de beslissing van de jury. Schlierenzauer eiste zelfs openlijk meer inspraak voor de atleten in de lengte van de aanloop en het al dan niet opnieuw starten van een ronde.
In de tweede ronde werd vervolgens met minder aanloop gesprongen. Vooral naar het einde bleek dat een goede beslissing want te wind stak opnieuw de kop op en Johan Remen Evensen sprong maar liefst 223,5 meter ver. Hoewel de windverhoudingen binnen de vooropgestelde grenzen bleef onderbrak de jury de wedstrijd opnieuw voor de laatste twee atleten. Jacobsen en Olli behielden de concentratie en sprongen beiden ver genoeg om hun plaats vast te houden.
| #                                       | Atleet                | Land | Punten |
| --------------------------------------- | --------------------- | ---- | ------ |
| 1.                                      | Harri Olli            | FIN  | 435,8  |
| 2.                                      | Anders Jacobsen       | NOR  | 428,6  |
| 3.                                      | Johan Remen Evensen   | NOR  | 426,5  |
| 4.                                      | Simon Ammann          | SUI  | 418,2  |
| 5.                                      | Matti Hautamäki       | FIN  | 403,1  |
| 6.                                      | Dmitri Vasiljev       | RUS  | 396,8  |
| 7.                                      | Anders Bardal         | NOR  | 392,3  |
| 8.                                      | Gregor Schlierenzauer | AUT  | 392,3  |
| 9.                                      | Andreas Küttel        | SUI  | 371,4  |
| 10.                                     | Kalle Keituri         | FIN  | 368,4  |
| 11.                                     | Martin Koch           | AUT  | 364,9  |
| 14.                                     | Denis Kornilov        | RUS  | 344,6  |
| 15.                                     | Martin Schmitt        | GER  | 342,1  |
| 19.                                     | Pascal Bodmer         | GER  | 326,0  |
| 23.                                     | Lukas Hlava           | CZE  | 311,7  |
| niet voor de tweede ronde gewalificeerd |                       |      |        |
| 35.                                     | Jan Matura            | CZE  | 137,0  |

#### Tussenstand na vier van vijf wedstrijden
| #  | Land        | Punten |
| -- | ----------- | ------ |
| 1. | Noorwegen   | 2744,3 |
| 2. | Oostenrijk  | 2677,9 |
| 3. | Finland     | 2546,6 |
| 4. | Duitsland   | 2362,7 |
| 5. | Rusland     | 2133,0 |
| 6. | Tsjechië    | 2037,0 |
| 7. | Zwitserland | 1796,0 |
| 8. | Japan       | 1697,3 |

#### Team
| #  | Land       | Atleten              | Sprongen        | Puntentotaal |
| -- | ---------- | -------------------- | --------------- | ------------ |
| 1. | Finland    | Kalle Keituri        | 187,5 - 173,0 m | 1413,8       |
| 1. | Finland    | Juha-Matti Ruuskanen | 169,5 - 176,0 m | 1413,8       |
| 1. | Finland    | Matti Hautamäki      | 174,5 - 200,0 m | 1413,8       |
| 1. | Finland    | Harri Olli           | 199,5 - 221,5 m | 1413,8       |
| 2. | Rusland    | Denis Kornilov       | 191,5 - 176,5 m | 1378,3       |
| 2. | Rusland    | Pavel Karelin        | 185,0 - 182,5 m | 1378,3       |
| 2. | Rusland    | Ilja Rosliakov       | 160,0 - 184,5 m | 1378,3       |
| 2. | Rusland    | Dmitri Vasiljev      | 190,5 - 203,5 m | 1378,3       |
| 3. | Oostenrijk | Wolfgang Loitzl      | 191,5 - 181,5 m | 1354,3       |
| 3. | Oostenrijk | Markus Eggenhofer    | 174,0 - 186,5 m | 1354,3       |
| 3. | Oostenrijk | Andreas Kofler       | 166,5 - 181,0 m | 1354,3       |
| 3. | Oostenrijk | Martin Koch          | 171,5 - 204,0 m | 1354,3       |
| 4. | Noorwegen  | Roar Ljøkelsøy       | 138,0 - 173,0 m | 1339,5       |
| 4. | Noorwegen  | Johan Remen Revensen | 186,0 - 181,5 m | 1339,5       |
| 4. | Noorwegen  | Anders Bardal        | 175,0 - 190,5 m | 1339,5       |
| 4. | Noorwegen  | Anders Jacobsen      | 192,0 - 209,0 m | 1339,5       |
| 5. | Slovenië   | Primoz Pikl          | 166,5 - 160,0 m | 1241,0       |
| 5. | Slovenië   | Robert Kranjec       | 187,5 - 181,5 m | 1241,0       |
| 5. | Slovenië   | Rok Urbanc           | 150,0 - 166,5 m | 1241,0       |
| 5. | Slovenië   | Robert Hrgota        | 174,5 - 188,5 m | 1241,0       |
| 6. | Duitsland  | Felix Schoft         | 135,5 - 162,5 m | 1185,0       |
| 6. | Duitsland  | Pascal Bodmer        | 164,0 - 170,5 m | 1185,0       |
| 6. | Duitsland  | Martin Schmitt       | 174,5 - 185,5 m | 1185,0       |
| 6. | Duitsland  | Michael Neumayer     | 167,0 - 178,0 m | 1185,0       |
| 7. | Tsjechië   | Cestmir Kozisek      | 141,5 - 161,5 m | 1109,6       |
| 7. | Tsjechië   | Borek Sedlak         | 152,5 - 159,5 m | 1109,6       |
| 7. | Tsjechië   | Jan Matura           | 147,5 - 167,0 m | 1109,6       |
| 7. | Tsjechië   | Lukas Hlava          | 166,5 - 179,5 m | 1109,6       |
| 8. | Kazachstan | Ivan Karaulov        | 110,0 - 144,5 m | 985,7        |
| 8. | Kazachstan | Alex Korolev         | 147,5 - 161,5 m | 985,7        |
| 8. | Kazachstan | Nikolay Karpenko     | 150,0 - 170,5 m | 985,7        |
| 8. | Kazachstan | Radik Zhaparov       | 142,0 - 160,0 m | 985,7        |

#### Eindstand FIS Team Tour
| #  | Land       | Atleten | Punten |
| -- | ---------- | --- | ------ |
| 1. | Noorwegen  | Anders Jacobsen Anders Bardal Roar Ljøkelsøy Tom Hilde Johan Remen Evensen                                        | 4083,8 |
| 2. | Oostenrijk | Gregor Schlierenzauer Thomas Morgenstern Markus Eggenhofer Andreas Kofler Wolfgang Loitzl Martin Koch             | 4032,2 |
| 3. | Finland    | Harri Olli Matti Hautamäki Kalle Keituri Ville Larinto Juha-Matti Ruuskanen                                       | 3960,4 |
| 4. | Duitsland  | Martin Schmitt Michael Neumayer Stephan Hocke Severin Freund Pascal Bodmer Felix Schoft                           | 3547,7 |
| 5. | Rusland    | Dmitri Vasiljev Pavel Karelin Ilja Rosliakov Denis Kornilov                                                       | 3511,3 |
| 6. | Tsjechië   | Ondrej Vaculik Martin Cikl Roman Koudelka Jakub Janda Lukas Hlava Jan Matura Cestmir Kozisek Borek Sedlak         | 3201,5 |
| 7. | Slovenië   | Primoz Pikl Robert Kranjec Rok Urbanc Robert Hrgota Primoz Peterka Jernej Damjan Mitja Meznar                     | 2418,0 |
| 8. | Japan      | Shohei Tochimoto Yuta Watase Noriaki Kasai Daiki Ito Yoshihiko Osanai Kento Sakuyama Taku Takeuchi Takanobu Okabe | 2122,2 |